# 胡多利伊夫卡 (切爾卡瑟州)
49°13′42″N 32°20′41″E / 49.22833°N 32.34472°E
胡多利伊夫卡（羅馬化：Khudoliivka）是位於烏克蘭中部的村莊，由切爾卡瑟州切爾卡瑟區的梅德韋迪夫卡市鎮負責管轄。該村始建於十八世紀，面積4.1平方公里，海拔高度93米，2001年人口738。